# یوگنیا دولوخانوفا
یوگنیا دولوخانوفا ( اوکراینی: Євгенія Григорівна Долуханова؛ زادهٔ ۱۰ ژوئن ۱۹۸۴ در باکو) شطرنج‌باز زن در رشته اهل اوکراین-ارمنستان است.
| به‌دلیل برخی مشکلات فنی، نمودارها موقتاً قابل مشاهده نیستند. اطلاعات بیشتر پیرامون این مشکل در فابریکاتور و وبگاه مدیاویکی در دسترس است. | |
| | به‌دلیل برخی مشکلات فنی، نمودارها موقتاً قابل مشاهده نیستند. اطلاعات بیشتر پیرامون این مشکل در فابریکاتور و وبگاه مدیاویکی در دسترس است. |

## نگارخانه

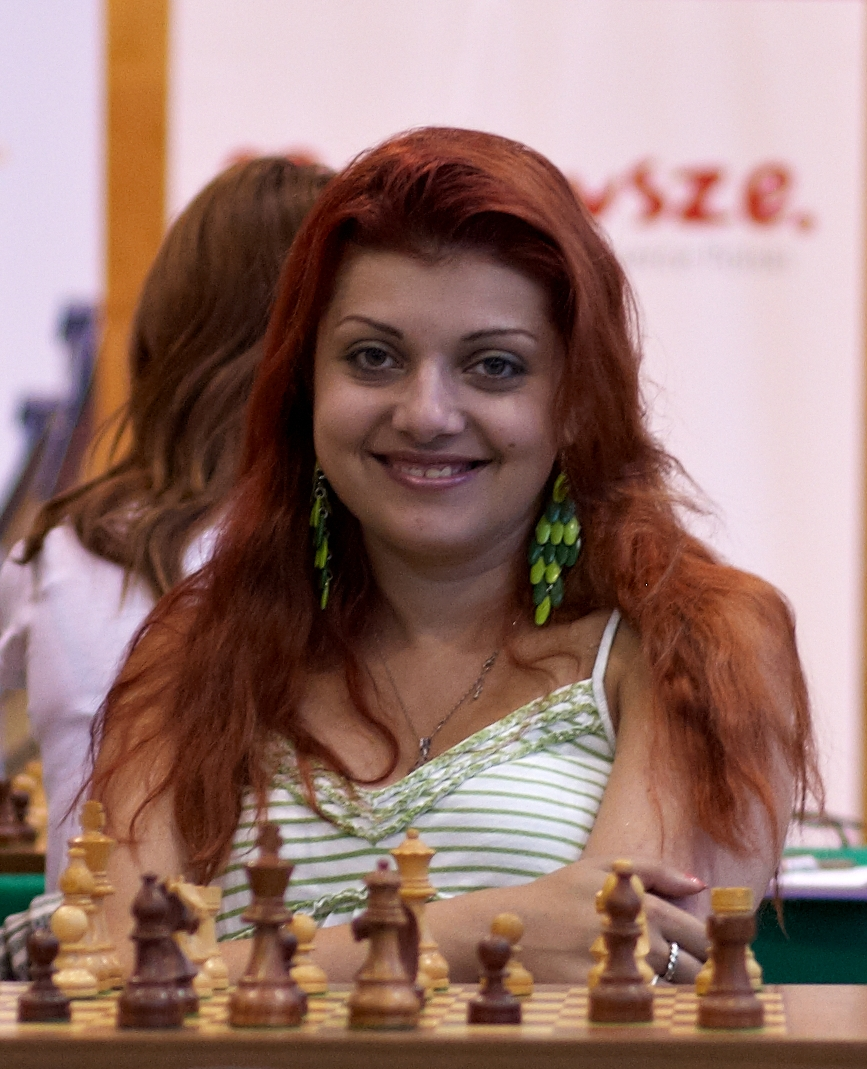